# Arnold Arturowitsch Belgardt
Arnold Arturowitsch Belgardt (russisch Арнольд Артурович Бельгардт; * 29. Januar 1937 in Moskau oder in Leningrad; † 26. Februar 2015 in Sankt Petersburg) war ein sowjetischer Radrennfahrer und Weltmeister im Radsport.

## Sportliche Laufbahn
Belgardt war im Bahnradsport aktiv. Er war Teilnehmer der Olympischen Sommerspiele 1960 in Rom. Dort gewannen Arnold Belgardt, Stanislaw Moskwin, Leonid Kolumbet und Wiktor Romanow die Bronzemedaille in der Mannschaftsverfolgung.
Bei den Bahnradsport-Weltmeisterschaften 1962 holten Arnold Belgardt, Stanislaw Moskwin, Leonid Kolumbet und Wiktor Romanow die Bronzemedaille in der Mannschaftsverfolgung. Bei den Bahnradsport-Weltmeisterschaften 1963 wurde er mit Wiktor Romanow, Sergei Tereschtschenkow und Stanislaw Moskwin Weltmeister in der Mannschaftsverfolgung. Im Finale bezwangen sie den Bahnvierer der Bundesrepublik Deutschland. 1964 holte er erneut mit Leonid Kolumbet, Stanislaw Moskwin und Sergei Tereschenkow Bronze bei den UCI-Bahn-Weltmeisterschaften. 1964 gewann er die nationale Meisterschaft in der Mannschaftsverfolgung.